# Піцигой
Піцигой (рум. Pițigoi) — село у повіті Прахова в Румунії. Входить до складу комуни Дражна.
Село розташоване на відстані 87 км на північ від Бухареста, 31 км на північ від Плоєшті, 60 км на південний схід від Брашова.

## Населення
За даними перепису населення 2002 року у селі проживали 37 осіб, усі — румуни. Усі жителі села рідною мовою назвали румунську.